# Vuelta a Rodas
Vuelta a Rodas es una carrera profesional de ciclismo en ruta por etapas que se realiza en la isla de Rodas, en Grecia.
Fue una carrera amateur hasta 2001, cuando pasó a ser una carrera profesional. Primero en categoría 2.3 y posteriormente en la categoría 2.5.
La primera edición se disputó en 1987. No se volvió a disputar hasta 1995. Desde entonces se celebró anualmente hasta 2003, año de su desaparición. En 2017 se volvió a dispustar tras 13 años de ausencia, formando parte del UCI Europe Tour en la categoría 2.2.
Durante sus últimas ediciones, antes de la desaparición, se disputaba sobre cuatro etapas. En su regreso en 2017 se disputaron tres.
El corredor que más veces se ha impuesto es el suizo Fabian Cancellara, con dos victorias.

## Palmarés
En amarillo: edición amateur.
| Año       | Ganador                | Segundo              | Tercero               |
| --------- | ---------------------- | -------------------- | --------------------- |
| 1987      | Kanellos Kanellopoulos | Michalis Farantakis  | Georgios Maniatis     |
| 1988-1994 | No se disputó          | No se disputó        | No se disputó         |
| 1995 (1)  | Kyriakos Koutsoudakis  | Lampros Vasilopoulos | Dimitris Georgalis    |
| 1995 (2)  | Vasileios Anastopoulos | Ioannis Foteinos     | Fotis Tsimitreas      |
| 1996      | Evgeni Golovanov       | Jaromir Purmensky    | Tomas Sedlacek        |
| 1997      | Josef Regec            | Alexandre Kornatov   | Denis Menchov         |
| 1998      | Holger Sievers         | Heinz Marchel        | Robert Reynolds-Jones |
| 1999      | Arno Kaspret           |                      |                       |
| 2000      | Dennis Rasmussen       | Christian Van Dartel | Friedrich Berein      |
| 2001      | Fabian Cancellara      | Alexei Markov        | Bradley Wiggins       |
| 2002      | Fabian Cancellara      | Kurt Asle Arvesen    | Michael Rogers        |
| 2003      | Bram Schmitz           | Sebastian Lang       | Thomas Bruun Eriksen  |
| 2004-2016 | No se disputó          | No se disputó        | No se disputó         |
| 2017      | Colin Stüssi           | Asmund Romstad Løvik | Cyrille Thièry        |
| 2018      | Mirco Maestri          | Torstein Træen       | Syver Wærsted         |
| 2019      | Martijn Budding        | Markus Hoelgaard     | Roland Thalmann       |
| 2020      | Søren Wærenskjold      | Christian Koch       | Paweł Bernas          |
| 2021      | Fredrik Dversnes       | Christian Koch       | Stan Van Tricht       |
| 2022      | Louis Bendixen         | Lukas Meiler         | Alexis Guérin         |
| 2023      | António Morgado        | Andreas Miltiadis    | André Drege           |
| 2024      | André Drege            | Alessandro Romele    | Colin Stüssi          |
| 2025      | Pierre-Henry Basset    | Ben Felix Jochum     | Colby Simmons         |

## Palmarés por países

### Amateur
| País            | Victorias |
| --------------- | --------- |
| Grecia          | 3         |
| Bielorrusia     | 1         |
| República Checa | 1         |
| Alemania        | 1         |
| Austria         | 1         |
| Dinamarca       | 1         |

### Profesional
| País         | Victorias |
| ------------ | --------- |
| Suiza        | 3         |
| Noruega      | 3         |
| Países Bajos | 2         |
| Italia       | 1         |
| Dinamarca    | 1         |
| Portugal     | 1         |
| Francia      | 1         |